# Juan Vicente Lezcano
Juan Vicente Lezcano (5 d'abril de 1937 - 6 de febrer de 2012) fou un futbolista paraguaià.

## Selecció del Paraguai
Va formar part de l'equip paraguaià a la Copa del Món de 1958.